# LA-MSS
LA-MSS war ein portugiesisches Radsportteam.
Manager war Aires Azevedo de Silva und als Sportlicher Leiter half ihm Manuel Ramos Zeferino. Seit 2005 nahm die Mannschaft als Continental Team an der UCI Europe Tour teil. Früher war die Mannschaft auch unter Maia Milaneza bekannt, bis sie 2007 in LA-MSS umbenannt wurde.

## Saison 2008
Am 22. Mai 2008 sind das Mannschafts-Hauptquartier in Pavoa de Marzim, das Haus des Teamchefs sowie die Wohnungen von sechs Radprofis von LA-MSS durchsucht wurden. Dabei sind Medikamente sichergestellt worden, mit denen Doping betrieben werden kann. Zudem ermittelte die portugiesische Polizei gegen den spanischen Teamarzt Marcos Maynar. Im Rahmen dieser Ermittlungen wurden die fünf Fahrer Tiago Silva, Rogério Baptista, Claudio Faria, Pedro Cardoso, Afonso Azevedo, der Masseur Paulo Silva, der Teamarzt Marcos Marino Maynar, der sportliche Leiter Manuel Ramos Zeferino und der Klubpräsident Luis Almeida vom portugiesischen Verband suspendiert.

### Erfolge in der Europe Tour
| Datum         | Rennen                                           | Sieger              |
| 12. April     | 4. Etappe Volta ao Alentejo                      | Bruno Pires         |
| 1. Mai        | Subida al Naranco                                | Xavier Tondo        |
| 3. Mai        | 1. Etappe Vuelta a Asturias                      | Ángel Vicioso       |
| 3. – 7. Mai   | Gesamtwertung Vuelta a Asturias                  | Ángel Vicioso       |
| 17. Mai       | 3. Etappe Grand Prix Paredes Rota dos Móveis     | Constantino Zaballa |
| 18. Mai       | 4. Etappe Grand Prix Paredes Rota dos Móveis     | Pedro Cardoso       |
| 15. – 18. Mai | Gesamtwertung Grand Prix Paredes Rota dos Móveis | Pedro Cardoso       |
| 29. Juni      | Portugiesische Straßenradmeisterschaft           | João Cabreira       |
| 19. Juli      | Vuelta a Madrid                                  | Ángel Vicioso       |

### Erfolge im Cyclocross 2008/2009
| Datum       | Rennen                                            | Fahrer              |
| ----------- | ------------------------------------------------- | ------------------- |
| 18. Oktober | VI Ciclocross de Medina de Pomar, Medina de Pomar | Constantino Zaballa |

### Zugänge – Abgänge
| Zugänge             | Team 2007         | Abgänge              | Team 2008               |
| ------------------- | ----------------- | -------------------- | ----------------------- |
| Constantino Zaballa | Caisse d’Epargne  | António Amorim       | Barbot-Siper            |
| Ángel Vicioso       | Relax-GAM         | Edgar Anão           | Fercase-Rota dos Móveis |
| Pedro Romero        | Extremadura-Spiuk | Pedro Andrade        | Unbekannt               |
| Tiago Silva         | Neoprofi          | Vitor Bruno Carvalho | Unbekannt               |
|                     |                   | Ángel Vázquez        | Unbekannt               |

### Mannschaft
| Name                 | Geburtstag        | Nationalität | Team 2009                          |
| -------------------- | ----------------- | ------------ | ---------------------------------- |
| Alfonso Azevedo      | 18. Juli 1984     | Portugal     |                                    |
| João Cabreira        | 12. Mai 1982      | Portugal     | Dopingsperre                       |
| Pedro Cardoso        | 12. April 1974    | Portugal     |                                    |
| Claudio Faria        | 1. Oktober 1977   | Portugal     |                                    |
| José Antonio Garrido | 28. November 1975 | Spanien      |                                    |
| Bruno Neves (†)      | 5. September 1981 | Portugal     | verstorben                         |
| Bruno Pires          | 15. Mai 1981      | Portugal     | Barbot-Siper                       |
| Pedro Romero         | 4. Juni 1982      | Spanien      | Centro Ciclismo de Loulé-Louletano |
| Rogério Silva        | 2. Dezember 1983  | Portugal     | Centro Ciclismo de Loulé-Louletano |
| Tiago Silva          | 6. Oktober 1986   | Portugal     |                                    |
| Xavier Tondo         | 5. November 1978  | Spanien      | Andalucía-Cajasur                  |
| Ángel Vicioso        | 13. April 1977    | Spanien      | Andalucía-Cajasur                  |
| Constantino Zaballa  | 15. Mai 1978      | Spanien      | Paredes Rota dos Móveis            |

## Saison 2007

### Erfolge in der Europe Tour
| Datum         | Rennen                                                     | Sieger        |
| 14. April     | 4. Etappe Volta ao Alentejo                                | Bruno Pires   |
| 20. Mai       | 4. Etappe Grande Prémio Paredes Rota dos Moveis            | Bruno Pires   |
| 14.–17. Juni  | Gesamtwertung Grande Prémio CTT Correios de Portugal       | Pedro Cardoso |
| 11. Juli      | Prolog Grande Prémio Internacional de Torres Vedras        | Xavier Tondo  |
| 11.–15. Juli  | Gesamtwertung Grande Prémio Internacional de Torres Vedras | Xavier Tondo  |
| 4.–15. August | Gesamtwertung Portugal-Rundfahrt                           | Xavier Tondo  |

## Platzierungen in UCI-Ranglisten
UCI-Weltrangliste
| Saison | Mannschaftswertung | Fahrerwertung              |
| ------ | ------------------ | -------------------------- |
| 1995   | 43.                | Joaquim Andrade (458.)     |
| 1996   | 40.                | Paulo Ferreira (218.)      |
| 1997   | 48.                | Cândido Barbosa (352.)     |
| 1998   | 47.                | José Azevedo (369.)        |
| 1999   | 36. (GSII)         | Rui Lavarinhas (302.)      |
| 2000   | 16. (GSII)         | José Azevedo (174.)        |
| 2001   | 8. (GSII)          | Claus Michael Møller (86.) |
| 2002   | 22.                | Ángel Edo (79.)            |
| 2003   | 23.                | Fabian Jeker (59.)         |
| 2004   | 28.                | David Bernabéu (133.)      |

UCI Europe Tour
| Saison | Mannschaftswertung | Fahrerwertung               |
| ------ | ------------------ | --------------------------- |
| 2005   | 26.                | Alexei Markow (22.)         |
| 2006   | 25.                | Danail Andonow Petrow (50.) |
| 2007   | 21.                | Xavier Tondo (7.)           |
| 2008   | 12.                |                             |